# Iulius Sacrovir
Iulius Sacrovir († 21) war ein gallischer Adeliger aus dem Stamm der Haeduer. Seine Familie besaß das von Iulius Caesar verliehene Römische Bürgerrecht.

## Geschichte
Iulius Sacrovir führte im Jahr 21 n. Chr. zusammen mit Iulius Florus den Aufstand der Treverer und Haeduer gegen das Römische Reich an. Nach der Niederschlagung des Aufstands im Arduenna silva (Ardenner Wald) durch einen Verband aus loyal zu Rom stehenden treverischen Reitern, der späteren Ala Gallorum Indiana unter dem Kommando von Iulius Indus, beging Sacrovir bei Augustodunum Selbstmord.